# Odostomia audoax
Odostomia audoax är en snäckart. Odostomia audoax ingår i släktet Odostomia och familjen Pyramidellidae. Inga underarter finns listade i Catalogue of Life.